# Banten (provincie)

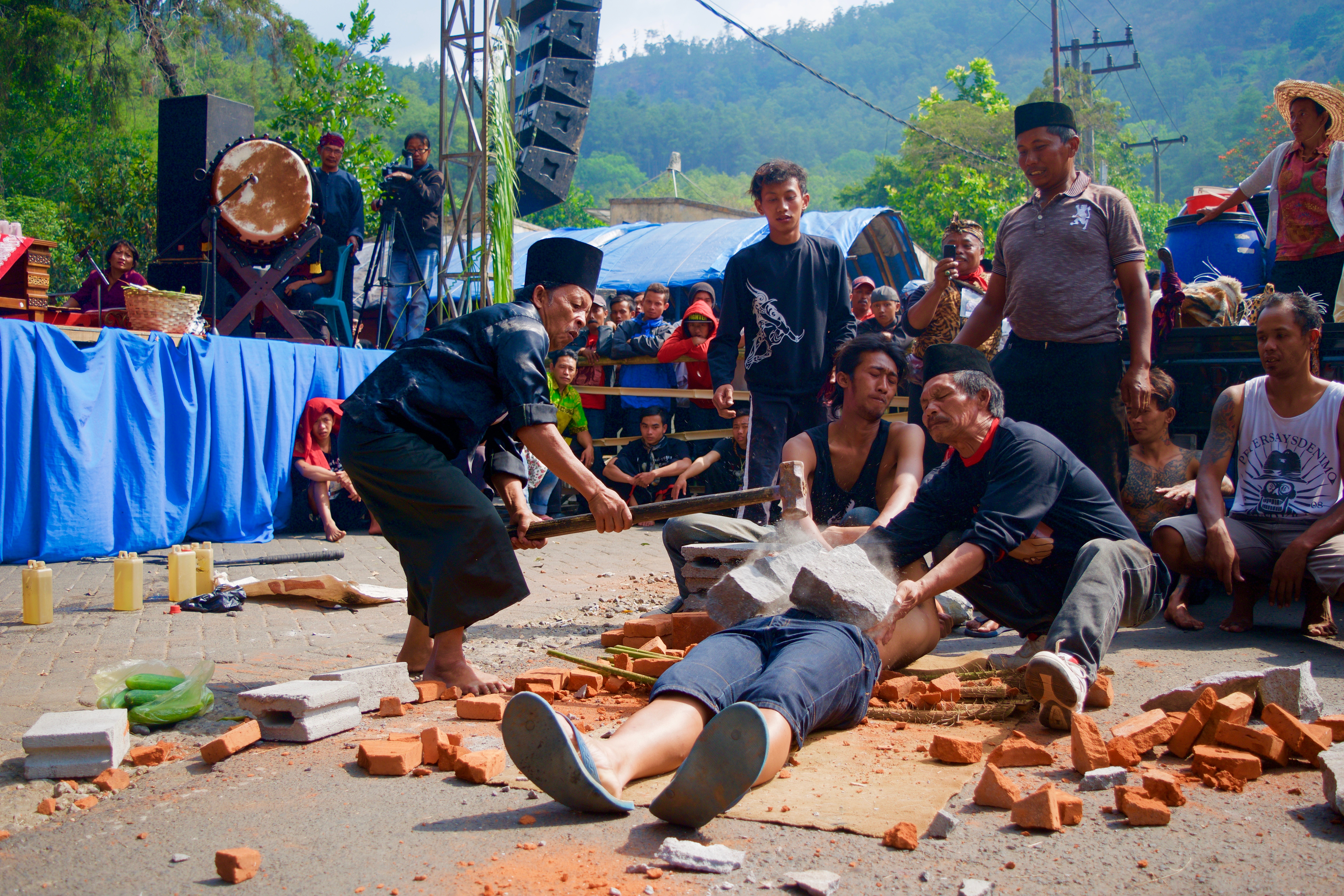
Een vechtsportoptreden met verschillende Bantenese mannen tijdens een debus-optreden

Banten, vroeger ook als Bantam geschreven, is een provincie in het uiterste westen van het eiland Java, Indonesië, ten westen van West-Java. De havenstad Banten werd regelmatig aangedaan door Portugezen, Chinezen, Engelsen en Nederlanders. De hoofdstad van de provincie is Serang.
Banten is een recent gevormde provincie, voor 17 oktober 2000 maakte het deel uit van de provincie West-Java. In vroeger tijden (16e tot 19e eeuw) was Banten een onafhankelijk Sultanaat Banten.
De provincie heeft een oppervlakte van 9161 km², een populatie van 11.955.243 (2015) en is verdeeld in vier regentschappen (kabupaten):
- Serang
- Pandeglang
- Lebak
- Tangerang

en vier bestuurlijke steden (kota):
- Cilegon
- Serang
- Tangerang
- Zuid-Tangerang (Tangerang Selatan)

Het regentschap Lebak, waar Eduard Douwes Dekker in 1856 assistent-resident geweest is, is in de provincie Banten gelegen.